# Tabarca (Spagna)
L'isola di Tabarca, di Nuova Tabarca o Piana (catalano: Nova Tabarca o Plana, spagnolo: Tabarca, Nueva Tabarca o Plana, in ligure: Tabarca, Taböca o Nêuva Tabarca, Nêuva Tabörca o Îzoa Ciann-a) è un'isola del mar Mediterraneo situata a circa 20 km dalla città di Alicante, a circa 8 km dal porto di Santa Pola e a poco più di 4.300 metri dal capo di Santa Pola (2,35 miglia nautiche); è l'isola più grande della comunità autonoma Valenzana e l'unica abitata.

## Geografia
La lunghezza massima è di 1.800 metri e la larghezza massima di circa 450 metri, per un'estensione di 0,3 km². La sua conformazione è pianeggiante, con una altitudine massima di 15 m s.l.m. Presso l'isola principale si trovano tre isolotti (la Nao, la Galera e la Cantera).
Tutta la popolazione (68 abitanti) è concentrata nella parte ovest dell'isola, dove spiccano la chiesa e le mura, mentre nella parte est si trovano solamente un'antica torre e alcuni campi coltivati.

## Storia
Varie popolazioni hanno dimorato nell'isola o hanno avuto contatti con la stessa. I Greci la denominarono Planesia, Πλανησία e i Romani Planaria.
I corsari barbareschi venuti da Algeri l'occuparono in svariate occasioni come base per gli attacchi alla costa alicantina.
Prima del 1700 era conosciuta come Illa Plana (Isola Piana) o Illa de Sant Pau (Isola di San Paolo), poiché si riteneva fosse l'isola in cui sbarcò San Paolo.
La sua attuale denominazione è dovuta all'insediamento, durante il regno di Carlo III di Spagna, di 69 famiglie di origine genovese provenienti dalla piccola isola di Tabarka, sita a circa 300 metri dalle coste tunisine. Dipendenza della Repubblica di Genova, la Tabarka africana fu occupata nel 1741 dal bey di Tunisi, per diventare algerina nel 1756.
Il monarca spagnolo riscattò le famiglie genovesi nel 1768 e le trasferì ad Alicante, dove, provvisoriamente, si installarono nel Collegio della Compagnia di Gesù, libero dacché ne furono espulsi i Gesuiti. In seguito si insediarono definitivamente nell'isola di Sant Pau, dove vennero costruite mura, batterie, bastioni, magazzini e case, che costituiscono un interessante e singolare esempio dell'attività ricolonizzatrice di Carlo III. A partire dal 1770 l'isola prese il nome di Nueva Tabarca. I cognomi più comuni dei suoi attuali abitanti ne tradiscono l'origine genovese: Chacopino (Giacoppino), Luchoro (Luxoro), Manzanaro (Mazzanaro), Salieto (Saglietto), Parodi, Pianello, Russo e molti altri.

## Ecologia
Nel 1986 le acque intorno a Tabarca sono state dichiarate riserva marina, la prima del suo genere in Spagna, con un'estensione di 1400 ettari.